# Stazione di Tagajō
La stazione di Tagajō (多賀城駅?, Tagajō-eki) è la principale stazione ferroviaria della città omonima, nella prefettura di Miyagi, in Giappone, ed è servita dalla ferrovia suburbana linea Senseki della JR East. In questa stazione ferma anche il treno "Rapido rosso", che la collega con Sendai senza fermate intermedie in circa 11 minuti.

## Servizi ferroviari
East Japan Railway Company
■ Linea Senseki

## Struttura
La stazione è dotata di un marciapiede laterale e uno a isola con tre binari passanti in viadotto. Il fabbricato viaggiatori, sotto i binari, dispone di tornelli di accesso, una biglietteria automatica e presenziata (aperta dalle 6:00 alle 21:00) e servizi igienici, oltre a un ministore del franchising di JR East "NEWDAYS". 
| 1 | ■ Linea Senseki | per Sendai e Aoba-dōri                            |
| 2 | Non in uso      | Non in uso                                        |
| 3 | ■ Linea Senseki | per Hon-Shiogama, Matsushima-Kaigan e Takagimachi |

## Stazioni adiacenti
| «             | Servizio       | »             |
| Linea Senseki | Linea Senseki  | Linea Senseki |
| ------------- | -------------- | ------------- |
| Nakanosakae   | ■ Locale       | Geba          |
| Nakanosakae   | ■ Rapido Verde | Hon-Shiogama  |
| Sendai        | ■ Rapido rosso | Hon-Shiogama  |